# Diplodia pyrenophora
Diplodia pyrenophora är en svampart som först beskrevs av Berk. ex Sacc., och fick sitt nu gällande namn av Crous & M.E. Palm 1999. Diplodia pyrenophora ingår i släktet Diplodia och familjen Botryosphaeriaceae.   Inga underarter finns listade i Catalogue of Life.
I den svenska databasen Dyntaxa används istället namnet Dothiora salicis för samma taxon.  Arten är reproducerande i Sverige.